# Antonio Balboa Rico
Antonio Balboa Rico (* 5. Januar 1964 in Jódar) ist ein ehemaliger spanischer Radrennfahrer und nationaler Meister im Radsport.

## Sportliche Laufbahn
Balboa Rico war Straßenradsportler und auch im Querfeldeinrennen (heutige Bezeichnung Cyclosport) aktiv. Als Amateur gewann er 1985 die nationale Meisterschaft im Straßenrennen. Bei den UCI-Straßen-Weltmeisterschaften 1985 wurde er im Rennen der Amateure 82.
Von 1986 bis 1990 war er Berufsfahrer, er begann im Radsportteam Kas. 1985 gewann er die Eintagesrennen Clásica de Estella, Clásica de Logroño und Clásica de Zarauz. Bei den UCI-Straßen-Weltmeisterschaften kam er im Rennen der Profis auf den 82. Rang. 1986 wurde er Zweiter im Rennen Subida a Urkiola. 1987 holte er einen Etappensieg in der Vuelta a La Rioja. In der Vuelta a España 1990 schied er aus.